# Remington (Virgínia)
Remington é uma cidade  localizada no estado norte-americano de Virginia, no Condado de Fauquier.

## Demografia
Segundo o censo norte-americano de 2000, a sua população era de 624 habitantes.
Em 2006, foi estimada uma população de 680, um aumento de 56 (9.0%).

## Geografia
De acordo com o United States Census Bureau tem uma área de
0,6 km², dos quais 0,6 km² cobertos por terra e 0,0 km² cobertos por água. Remington localiza-se a aproximadamente 107 m acima do nível do mar.

## Localidades na vizinhança
O diagrama seguinte representa as localidades num raio de 36 km ao redor de Remington.